# روبرتو چولی
روبرتو چولی (به ایتالیایی: Roberto Ciulli) کارگردانِ آلمانیِ ایتالیایی‌الاصلِ نمایش در تماشاخانهٔ روئر است.

## آثار
- در باب بداهه‌پردازی